# فیلمکس
فیلمکس (به اسپانیایی: Filmax) یک شرکت اسپانیایی تولید پویانمایی و فیلم و همچنین توزیع‌کننده فیلم است که مقر اصلی آن در شهر بارسلون است و یکی از بزرگ‌ترین گروه‌های فیلم و تلویزیون اسپانیاست. این شکت تولیدکنندهٔ سریال‌های ترسناک آرئی‌سی است و مالک شرکت‌های بین‌المللی توزیع‌کننده فیلم «نیروانا» و «نیو ورلد فیلمز» و همچنین نشان تجاری «فنتسنیک فکتوری» است که به ساخت فیلم‌های فانتزی در ژانرهای ترسناک، علمی-تخیلی و اکشن می‌پردازد و در سال ۱۹۹۸ توسط برایان یوزنا و خولیو فرناندس بنیان نهاده شد.
در زمان‌های مختلف، فیلمکس با پارامونت پیکچرز، لورن فیلمز، لیک‌شور انترتینمنت، سامیت انترتینمنت، فینتیج هاوس، ملنیوم مدیا، آناپورنا پیکچرز و فری‌وی قراردادهای توزیع منعقد کرده است.